# Walter Joel Hernández
Walter Joel Castro Hernández (Puerto Cortés, Honduras, 28 de diciembre de 1978) es un exfutbolista hondureño. Jugaba de Mediocampista y su último equipo fue el Platense de la Liga Nacional de Honduras.

## Selección nacional
Fue internacional con la Selección de fútbol de Honduras entre 2002 y 2004. Disputó doce partidos y anotó un gol.

## Clubes
| Club             | País     | Año       |
| ---------------- | -------- | --------- |
| Universidad      | Honduras | 1999-2000 |
| Platense         | Honduras | 2000-2001 |
| Puebla           | México   | 2002      |
| Platense         | Honduras | 2002-2003 |
| Real España      | Honduras | 2004-2005 |
| Olimpia          | Honduras | 2005-2007 |
| Hispano          | Honduras | 2007      |
| Olimpia          | Honduras | 2008-2011 |
| Atlético Choloma | Honduras | 2012      |
| Platense         | Honduras | 2012-2016 |